# 池田1号墳 (豊田市)
池田1号墳（いけだいちごうふん、池田第1号古墳）は、愛知県豊田市猿投町池田にある古墳。形状は円墳。池田古墳群を構成する古墳の1つ。愛知県指定史跡に指定されている（指定名称は「池田第1号古墳」）。

## 概要
愛知県中部、猿投山から南に延びる台地性丘陵上に築造された古墳である。標高は約125メートルで平野との比高は26メートルを測る。
1933年（昭和8年）に行われた砂防工事の際に石室の入口が現れ、若干の須恵器片・山茶碗の小片が採取されたという。愛知県教育委員会により1971年（昭和46年）に墳丘・石室の実測調査が、1973年（昭和48年）には墳丘と石室床面の発掘調査がそれぞれ実施され、これらの調査結果を踏まえて1977年（昭和52年）に古墳域が「池田第1号古墳」の名称で愛知県指定史跡に指定されている。
墳形は円形で、直径は19メートル、高さは2.5メートルもしくは3.5メートルを測る。墳丘は2段築成。各段裾には人頭大の角礫による外護列石が認められる。埋葬施設は巨石を用いた複室構造の横穴式石室で、南西方向に開口する。羨道の崩壊のため全体像は明らかでないが、推定全長約12メートルと見られ、三河地方では最大級の規模の石室である。築造時期は古墳時代後期から終末期にさしかかる7世紀初頭前後と推定される。

## 埋葬施設

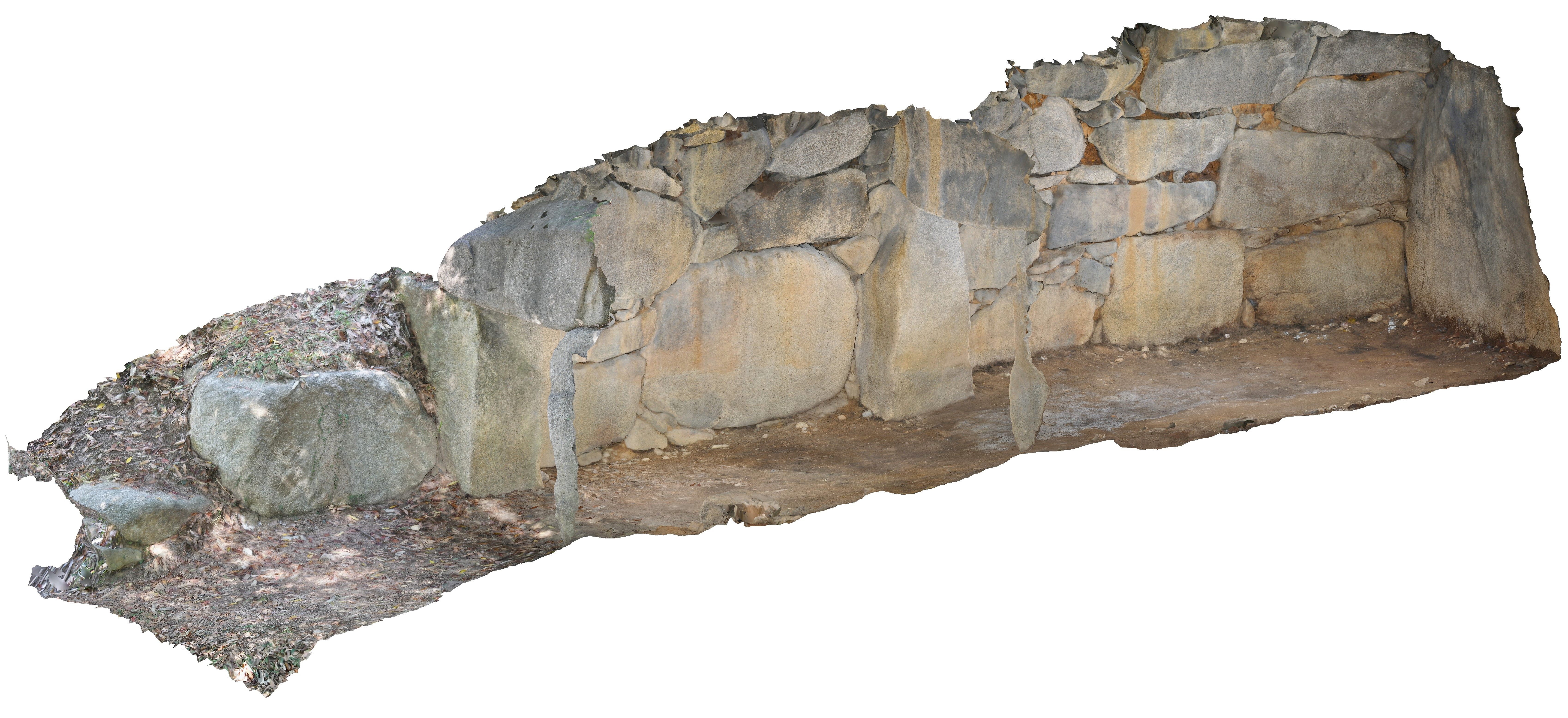
石室俯瞰図左から右に、羨道・前室・奥室（玄室）。

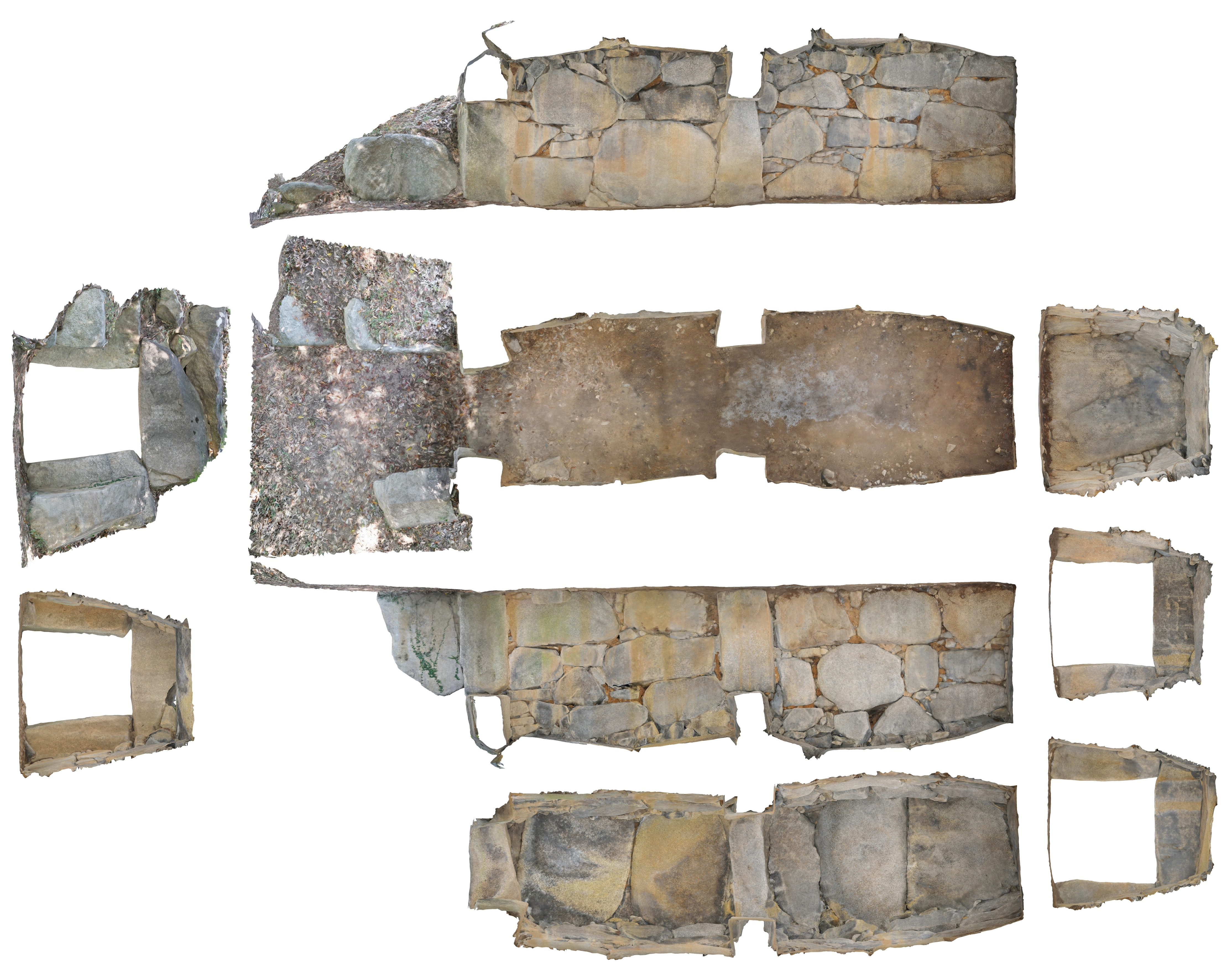
石室展開図

埋葬施設としては横穴式石室が構築されており、南西方向に開口する。奥室（玄室）・前室・羨道からなる複室構造の石室である。石室の規模は次の通り。
- 石室全長：残存9.9メートル（推定12メートル）
- 奥室（玄室）：長さ3.2メートル、最大幅2.4メートル
- 前室：長さ2.8メートル、幅2.2メートル

羨道の大部分が崩壊しているため、石室の全体像は明らかでない。石室の石材には花崗岩の巨石が用いられている。
石室内からは、清掃の際に須恵器片が検出されている。

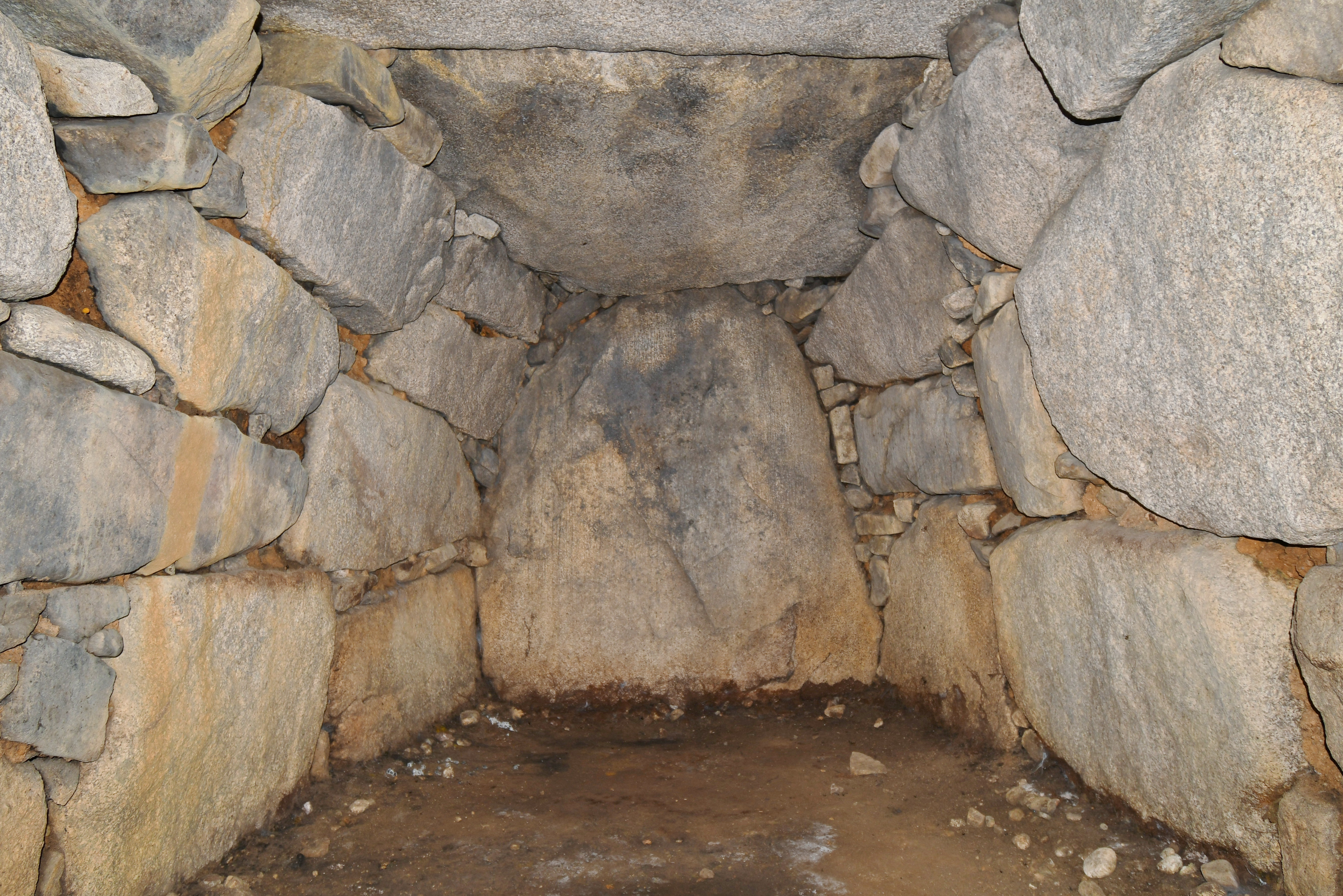
奥室（奥壁方向）
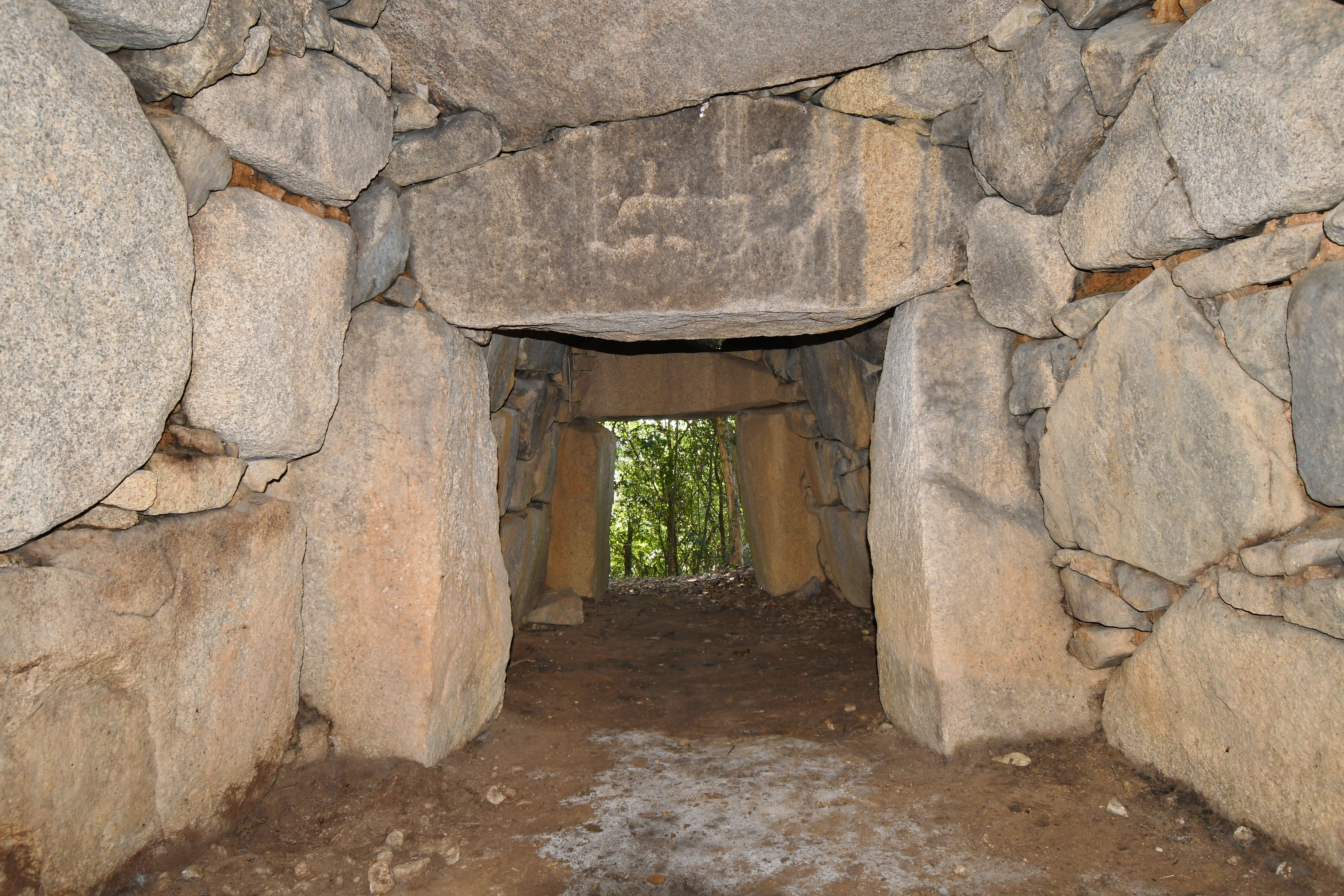
奥室（開口部方向）
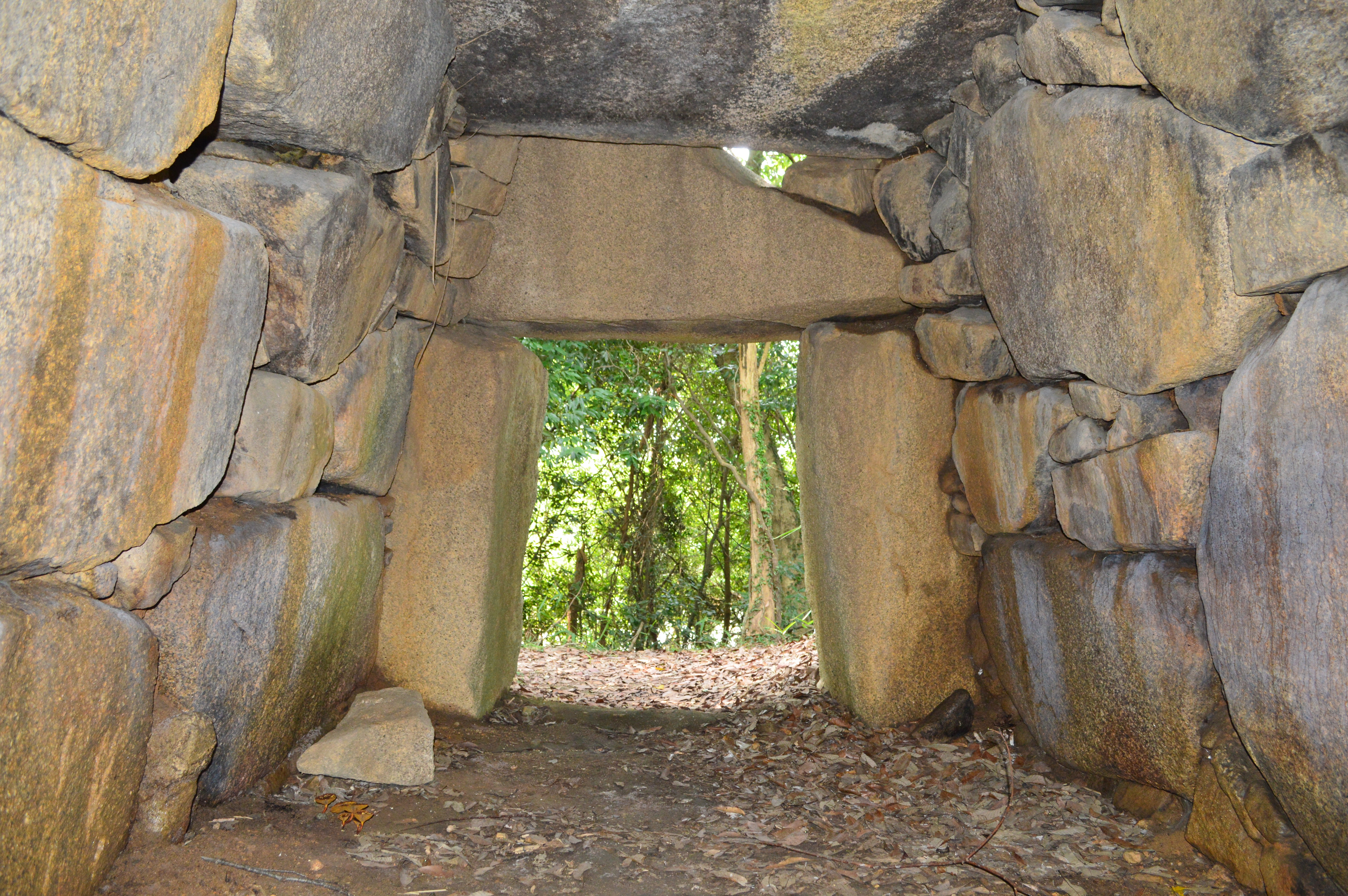
前室（開口部方向）
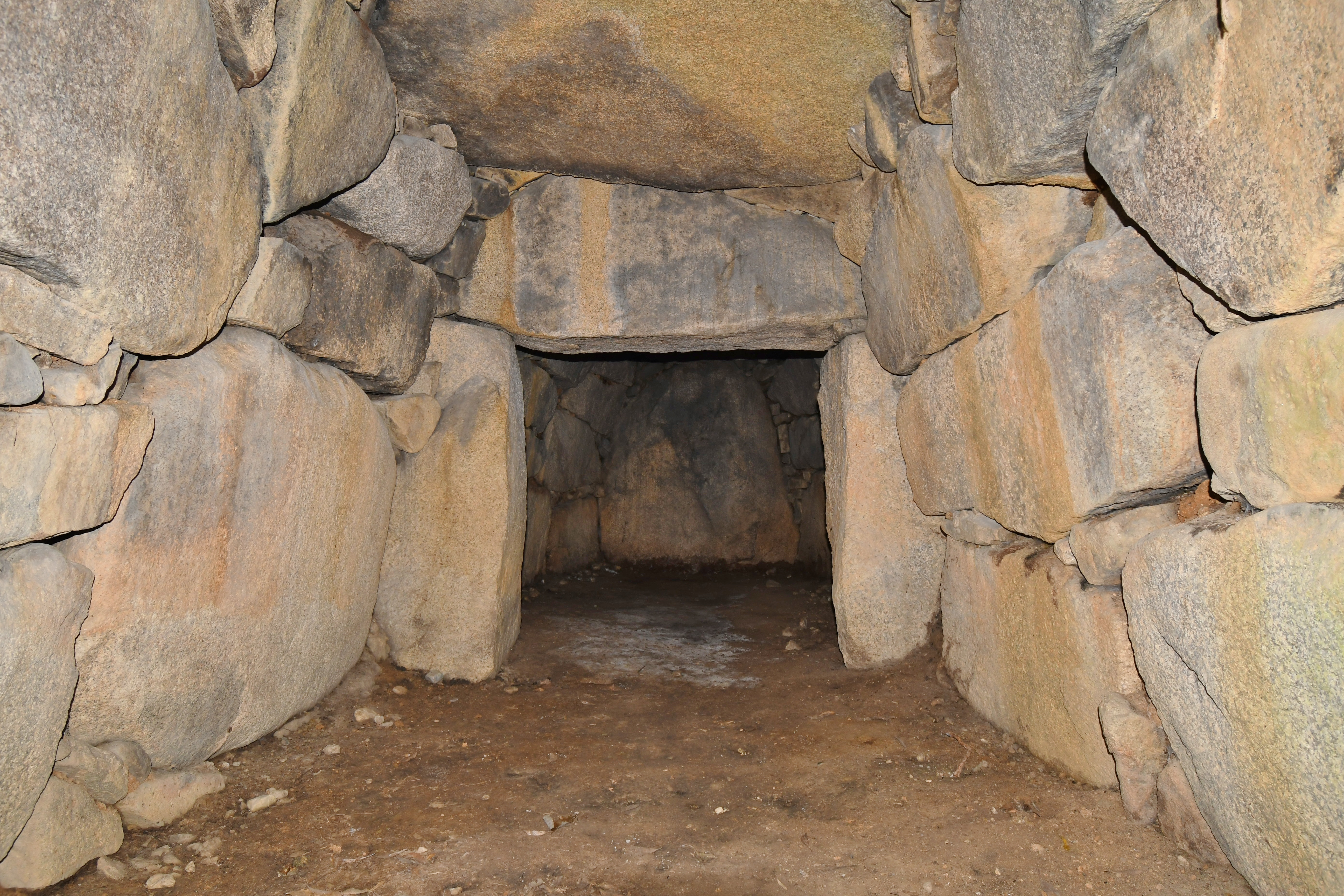
前室（奥室方向）
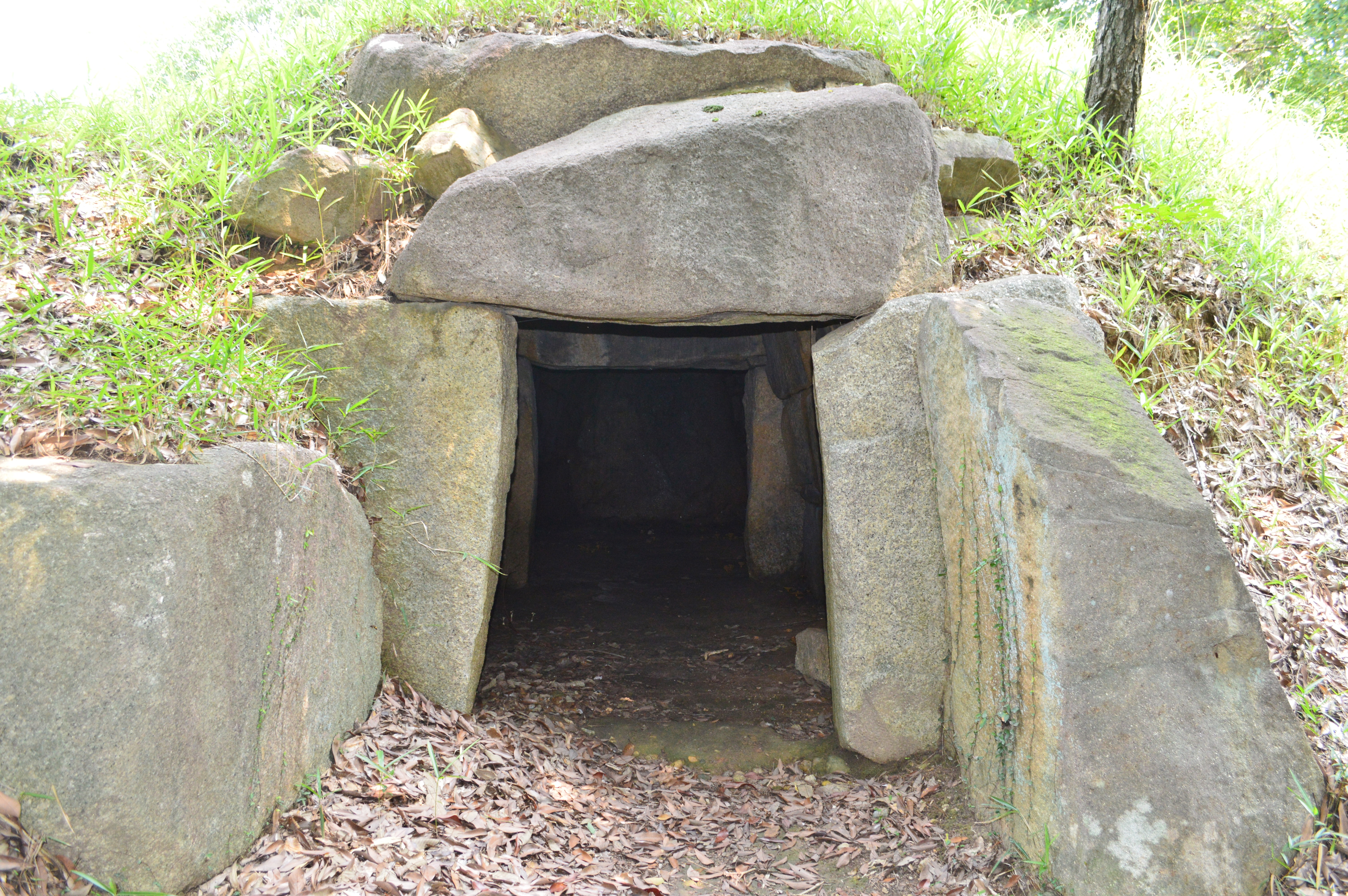
開口部

## 文化財

### 愛知県指定文化財
史跡
- 池田第1号古墳 - 1977年（昭和52年）5月16日指定[4][6]。